# Хвостово (Ючкинский сельсовет)
Хвостово — посёлок в Вожегодском районе Вологодской области при впадении Нижней Печеньги в Кубену.
Входит в состав Ючкинского сельского поселения, с точки зрения административно-территориального деления — в Ючкинский сельсовет.
Расстояние по автодороге до районного центра Вожеги — 30 км, до центра муниципального образования Ючки — 6 км. Ближайшие населённые пункты — Ивановская, Мануиловская, Ючка.
По переписи 2002 года население — 41 человек (20 мужчин, 21 женщина). Преобладающая национальность — русские (98 %).